# فرهنگ در اصفهان
اصفهان در سال ۲۰۰۶ به واسطه برگزاری نشستی با حضور وزرا یا سایر مسئولان فرهنگی کشورهای اسلامی به عنوان پایتخت فرهنگی جهان اسلام انتخاب شد

## هویت، تعامل فرهنگی

نقشه اصفهان صفوی

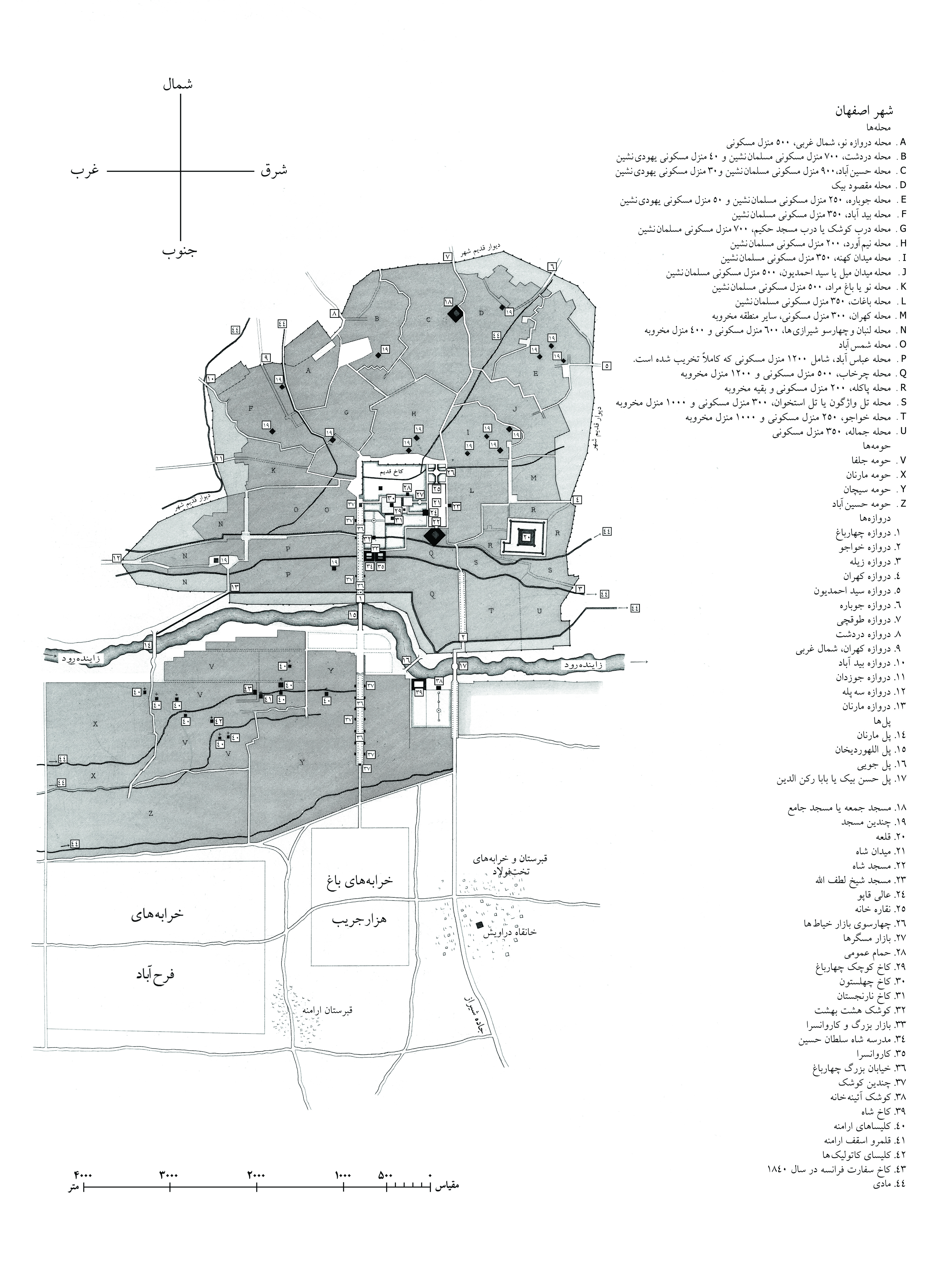
نقشه اصفهان قاجار

## در فرهنگ عام
مردی از اصفهان و یک اصفهانی در نیویورک، شوهر پاستوریزه و قصه‌های مجید؛ شب‌های زاینده‌رود

## ورزش
در میدان شاه در سال ۱۰۰۶ هجری قمری همزمان با انتخاب اصفهان به پایتختی شهریاران صفوی در باغ بزرگ نقش جهان همراه با بناهای پیرامون آن بنا شد در دوره شاه عباس بزرگ و جانشینان او در روزهایی که جشن‌های سلطنتی برپا بود، محل بازی چوگان بود و قبل از آن نیز این میدان محل چوگان بوده‌است.

## مصنوعات
در گذشته یکی از اصلی‌ترین پوشاک مردم شهر گیوه بود.
صنایع دستی اصفهان از جمله کارگاه‌های ساخت کلاه نمدی با بی‌تفاوتی و عدم توجه مسئولان رو به افول و انقراض می‌باشد.

## ادبیات و سفرنامه‌ها
- جنگ اصفهان

ادبیات اصفهان بیش از ۱۳۰۰ سال قدمت دارد. نخستین دوره جایزه ادبی اصفهان به توسط اداره کل فرهنگ و ارشاد استان اصفهان از ۲۲ تا ۲۴ آذر ۱۳۸۱ در بخش‌های مختلف برگزار شد.نقش ادبی اصفهان در دوره‌های مختلف تاریخی، مخصوصاً قبل از صفویه در ایران بسیار ارزشمند است. در تخت فولاد شخصیت‌هایی داریم که بیشتر به نام حکیم شناخته شده‌اند، ولی در عین حال شاعرانی بلندپایه بوده‌اند که نمونه بارز آن میر فندرسکی است. سفرنامه اصفهان نصف جهان اثر صادق هدایت است.

## هنر

### فیلم
دختری از اصفهان

### تئاتر
انجمن هنرهای نمایشی استان اصفهان زیر نظر وزارت فرهنگ و ارشاد اسلامی و شهرداری اصفهان مسئول نظارت اجرای نمایش‌ها در شهر است.

### موسیقی
مکتب آوازی اصفهان از اواخر دوره قاجار شکل می‌گیرد. در آن دوره نایب اسدالله به همراه سیدعبدالرحیم اصفهانی که روحانی بوده و صدای خوبی داشته، شروع به کار می‌کنند و این دو که از شاگردان ابراهیم آقاباشی بودند، پایه‌گذار مکتب آوازی اصفهان می‌شوند. پس از آن در سال ۱۳۰۴، تاج اصفهانی که از شاگردان سیدعبدالرحیم بوده‌است، نوآوری‌هایی در آواز انجام می‌دهند که ماندگار می‌شود البته برخی معتقدند سابقه این مکتب فراتر از دوره قاجار است و سیدعبدالرحیم اصفهانی حلقهٔ انتقال این فرهنگ بوده‌است و متعلق به یک نفر نیست؛ مثلاً تاج اصفهانی در مورد شیوه خواندن سیدعبدالرحیم گفته: من که ندیده بودم، ولی از خودش پرسیدم و او گفت: شیوهٔ خواندن من، شیوهٔ رحیم زری‌باف است.
محققان، مکتب آواز اصفهان را بر اصولی مبتنی می‌دانند که یکی از مهم‌ترین آن اصول، مناسب خوانی قلمداد می‌گردد. شعر و موسیقی در مکتب اصفهان بسیار پیوسته‌است. در این مکتب نوازنده جواب آواز را کلمه به کلمه می‌دهد و تک نواز براساس یکی از اسلوب‌های شعری تکنوازی می‌کند. نورعلی برومند، این اصل را ناشی از احاطه خواننده به آثار و ادب فارسی می‌دانسته‌است.
در مکتب آوازی اصفهان برخلاف تهران با ادوات تحریر به صدا لطافت و ملاحت بیشتری می‌بخشند و به همین نسبت نیز در نوازندگی هم تغییر ایجاد می‌شود. هم چنین در نوع بیان شعر با قدرت آن را به شنونده تحمیل و انسان را بیدار می‌کند. موسیقی مکتب اصفهان از فضای شهر اصفهان یا حتی صحبت کردنِ مردم اصفهان و شمرده و بجا صحبت کردنشان نیز اثر گرفته‌است.

## معماری
با آغاز سلطنت عباس میرزا در سال ۹۹۵ هجری قمری و انتقال پایتخت به اصفهان بود که این شهر به نهایت آبادانی و شهرت خود رسید و شماری از مهم‌ترین بناهای ایران را در خود جای داد.
در این زمان به علت نیاز فراوان به توسعه شهری و ساختمان سازی، مساجد باشکوه در کنار کاخ‌های حکوتی قرار می‌گرفت و سایر بناهای شهری چون مدارس، حمام‌ها، بازارها و کاروانسراها نیز بسیار مورد توجه واقع شد که مهم‌ترین نمونه‌های آن شامل: مسجد امام اصفهان، مسجد شیخ لطف‌الله، میدان نقش جهان، کاخ عالی قاپو، کاخ هشت بهشت و … می‌باشد.
معماری اصفهانی همان‌طور که گفته شد در زمان حکومت ترکمانان پدید آمد و تا اواخر حکومت قاجاریه هم ادامه داشت و پس از آن رشته تکاملی معماری ایران قطع شد و سبک تازه ای پدید نیامد لذا اگرچه حکومت صفویه در ادامه جای خود را به افشاریه، زندیه و قاجار داد، اما سبک اصفهانی به حیات خود ادامه داد و سرانجام تحت تأثیر جریان فرنگی سازی، انحطاط کامل خود را از زمان محمدشاه قاجار آغاز کرد. از مهم‌ترین بناهای بناهای معماری در این دوران می‌توان به مجموعه ابراهیم خان، مجموعه وکیل، مدرسه و مسجد آقابزرگ کاشان، شمس العماره و … اشاره کرد.

##### ویژگی‌های معماری اصفهانی
در شیوه اصفهانی برخلاف پیچیدگی و هندسه قوی طرح‌های سبک آذری، پلان‌ها عمدتاً ساده، مربع یا مستطیل اند. نماها نیز ساده و یکدست و بدون برجستگی می‌باشند و سراسر با کاشی‌های معرق و هفت رنگ، انواع گچبری‌ها و آرایه‌های آجری معقلی تزئین شده‌اند.
به علاوه استفاده از گنبدهای دوپوسته پیوسته و گسسته و میان تهی و پوشش‌هایی چون طاق و تویزه، کاربندی و یزدی بندی نیز در این دوره رایج بوده‌است.
بناهای شیوه اصفهانی کم نیستند و در تمام ایران پراکنده‌اند

## مناطق
لیست محله‌های اصفهان
- منطقه ۱: بید آباد، در کوش، لنبان، شهزاده ابراهیم، عباس‌آباد، پشت بارو[۲۰]
- منطقه ۲: بارزان
- منطقه ۳: احمدآباد، سرتاوه، جویباره، شهشهان، باغکاران
- منطقه ۴: مشتاق، پنارت[۲۱] و شهرک زاینده رود
- منطقه ۵: سیچان، باغ زرشک
- منطقه ۶: دنارت، باغ نگار - آینه خانه، مرداویج
- منطقه ۷: بابلدشت، شیخ اشراق، برازنده، باغ فدک، کاوه، میلاد، فروردین، شاهد، مولوی، پوریا ولی، رحیم آباد
- منطقه ۸: خانه اصفهان
- منطقه ۹: جروکان، جوان، زاجان، ناژوان، نصرآباد، بهارانچی، زهران، کوهانستان، والدان، لادان، گورتان، گلستان، آزادان، کاردالان[۲۲]
- منطقه ۱۰: اتشاران، پروین، عسکریه، مصلی، هفتون، لاله، شیخ طوسی، سروستان، دشتستان، فجر، خواجه در میان، کویه نرگس، جوهران، هاس جنوبی، ملاصدرا، عطار نیشابوری، گرگان[۲۳]
- منطقه ۱۱: لیمجیر، اسلامی، در میدان (سجاد)، مشهده، بابوکان، زاجان، تاهونه،[۲۴] رهنان
- منطقه ۱۲: عاشق آباد[۲۵]
- منطقه ۱۳: باغ فردوس، ولی عصر، امیریه، ژیار، کشاورزی، قائمیه، دستگرد خیار، گلزار، شفق[۲۶]
- منطقه ۱۴: دارک، امام خمینی ، منتظرالمهدی، عمان سامانی، مهدی، الهی، زینبیه، سودان، دوطفلان، شاهپسند، هاس شمالی[۲۷]
- منطقه ۱۵: سفلا، رجایی، بوزان، پزوه، ارغوانیه، گورت، راران، خاتون آباد، برتیانچی (قلعه نو)، اندوان، ده نو[۲۸] کلمان،[۲۹] جی شیر، دهستان جی، کنگاز، ارداجی، کردآباد، ستار

## طرح جامعه‌شناسی
حوزه مطالعات اجتماعی شهر اصفهان در سه زیر مجموعه انسان‌شناسی شهری، جامعه‌شناسی شهر و حقوق شهروندی می‌باشد.

## خطاطی و نگارگری

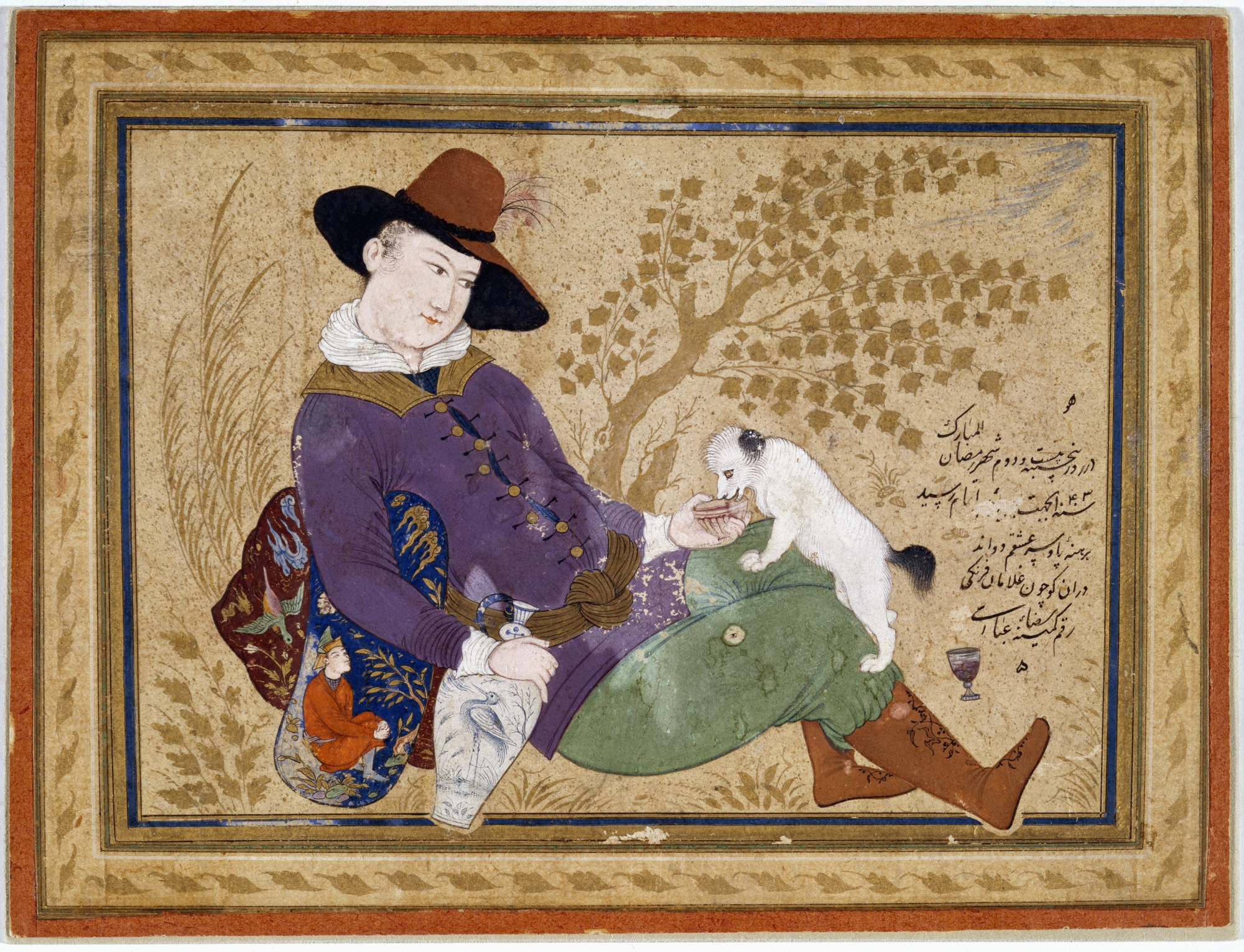
سیاحِ پرتغالی اثر رضا عباسی، سده دهم هجری

در مکتب اصفهان باغ‌ها و گل‌ها بسیار زیباتر و پرشکوه‌تر شدند و افراد در نگارگری لباس فاخر و مجلل داشتند. در این دوره تعداد افراد در نگارگری کاهش یافت. تک‌چهره‌ها افزایش یافتند. لباس‌ها بسیار دقیق‌تر طراحی شدند. سر و ریش و موی حالت واقع‌نمایانه‌تری یافتند. تعداد رنگ‌های به‌کاررفته در نقاشی محدود شدند. نقاشی‌های دیواری افزایش یافتند. تأثیرات مکتب اصفهان هم پای از ایران بیرون گذاشت و هنرمندان عثمانی و هندی را تحت تأثیر خود قرار داد.
مهم‌ترین هنرمند مکتب اصفهان رضا عباسی است. معین مصور، محمد یوسف، محمد قاسم، آقا رضا هروی و آقارضا مصور کاشی از نقاشان دیگر این مکتب هستند. درویش جوان با چوبدستی، خسرو و شیرین و شاهنامهٔ هر سه از رضا عباسی. این دوره مصادف با فرنگی‌سازی در نقاشی نیز می‌باشد. محمد زمان (پائولو زمان) از سوی شاه عباس دوم به اروپا رفت و به علت تعلیماتی که دید آثار او تأثیرات نقاشی غربی را بیش از سایرین نشان می‌دهد. این نوع نقاشی در دورهٔ زندیه و قاجاریه نیز ادامه یافت. خمسهٔ نظامی محمد زمان یکی از مهم‌ترین این آثار است.

## مُد و پارچه
در استان اصفهان، ۲۴ درصد از مجموع ۹ هزار و ۲۰۰ واحد صنعتی این استان به صنعت نساجی اختصاص دارد.
صنعت طراحی لباس در اصفهان گرفتار نوعی مافیا است. تلاش‌های محدود و در کنار آن کُپی‌کاری جایگزین طراحی خلاقانه و مؤثر است.

## مطالعهٔ بیشتر
- تحلیلی بر فرهنگ شهروندی در شهر اصفهان[۳۳]